# Hapalocystis
Hapalocystis — рід грибів родини Sydowiellaceae. Назва вперше опублікована 1863 року.